# Gobernador Gregores
Gobernador Gregores is een plaats in het Argentijnse bestuurlijke gebied Río Chico in de provincie  Santa Cruz. De plaats telt 2.519 inwoners.